# Estado

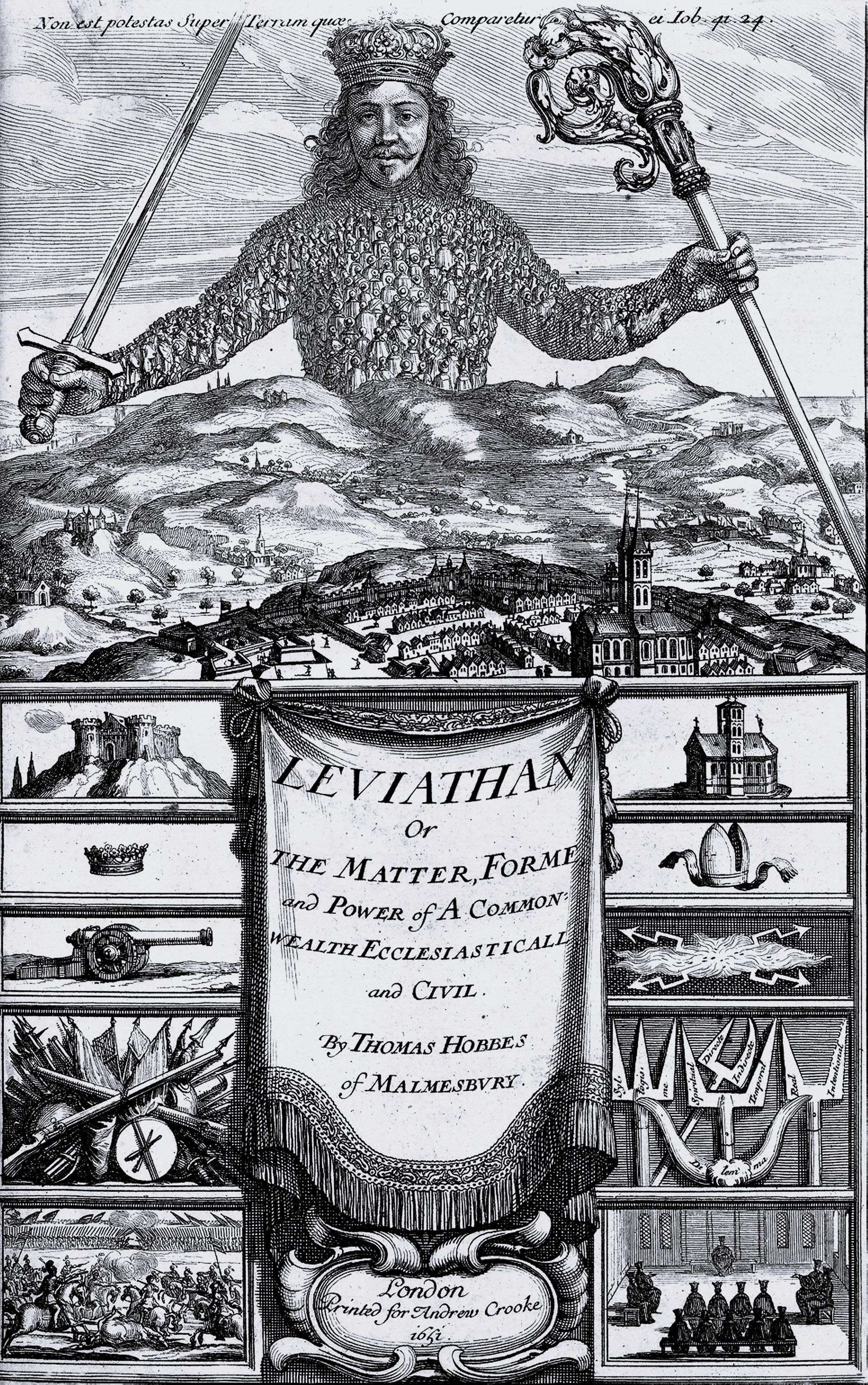
El frontispicio del Leviatán de Thomas Hobbes

Un Estado es una organización política constituida por un conjunto de instituciones burocráticas estables, a través de las cuales ejerce el monopolio del uso de la fuerza (soberanía) aplicado a una población dentro de unos límites territoriales establecidos.
Muchas sociedades humanas han sido gobernadas por Estados durante milenios; sin embargo, la mayoría de las personas en la prehistoria vivían en sociedades sin Estado. Los primeros Estados surgieron hace unos 5500 años junto con el rápido crecimiento de las ciudades, la invención de la escritura, y la codificación de nuevas clases de religión. Con el tiempo, se desarrolló una variedad de formas diferentes de Estados, empleando una variedad de justificaciones para su existencia (como el derecho divino, la teoría del contrato social, etc.). Hoy día, sin embargo, el Estado-nación moderno es la forma predominante de Estado a que están sometidas las personas.
La palabra Estado viene del latín status, y este del verbo stare (estar parado). De ahí pasó a significar a algo parado, detenido, como en statu quo. El verbo stare se vincula con la raíz indoeuropea *sta-, presente en el verbo griego ίσταμαι (histamai, que se puede traducir como: establecer, poner en pie, detener, estar en pie).
Como término polisémico designa también a todo aquel país soberano, reconocido como tal en el orden internacional, así como al conjunto de atribuciones y órganos de gobierno de dicho país. Para tales acepciones se escribe con mayúscula inicial.
Todo Estado está dotado de territorio, población y soberanía.

## Definiciones
El concepto de Estado difiere según los autores, pero algunos de ellos definen el Estado como el conjunto de instituciones que poseen la autoridad y potestad para establecer las normas que regulan una sociedad, teniendo soberanía interna y externa sobre un territorio determinado. El politólogo de la Universidad de Barcelona Josep Baqués lo define así:

El Estado es una organización política que, en ejercicio de su soberanía, reclama para sí el monopolio de la violencia legítima en un territorio delimitado por las correspondientes fronteras, cubriendo estos objetivos mediante la especialización y subsiguiente integración de una parte de la población en una administración pública —civil y militar— profesional y permanente.

La definición más comúnmente utilizada es la de Max Weber, en 1919, define Estado moderno como una «asociación de dominación con carácter institucional que ha tratado, con éxito, de monopolizar dentro de un territorio el monopolio de la violencia legítima como medio de dominación y que, con este fin, ha reunido todos los medios materiales en manos de sus dirigentes y ha expropiado a todos los seres humanos que antes disponían de ellos por derecho propio, sustituyéndolos con sus propias jerarquías supremas». Las categorías generales del Estado son instituciones tales como las fuerzas armadas, burocracias administrativas, los tribunales y la policía, asumiendo pues el Estado las funciones de defensa, gobernación, justicia, seguridad y otras, como las relaciones exteriores.
Probablemente la definición más clásica de Estado, fue la citada por el jurista alemán Hermann Heller que define al Estado como una «unidad de dominación, independiente en lo exterior e interior, que actúa de modo continuo, con medios de poder propios, y claramente delimitado en lo personal y territorial». Además, el autor define que solo se puede hablar de Estado como una construcción propia de las monarquías absolutas (ver monarquía absoluta) del siglo XV, de la Edad Moderna. «No hay Estado en la Edad Antigua», señala el autor.
Asimismo, cómo evolución del concepto se ha desarrollado el Estado de derecho por el que se incluyen dentro de la organización estatal aquellas resultantes del imperio de la ley y la división de poderes (ejecutivo, legislativo y judicial) y otras funciones que emanan directamente de la nación, como la emisión de moneda propia.
Otra definición comúnmente aceptada del estado es la que se dio en la Convención de Montevideo sobre Derechos y Deberes de los Estados en 1933. Definió el Estado como un espacio que posee lo siguiente: una población permanente, un territorio definido y un gobierno que es capaz de mantener control efectivo sobre el territorio correspondiente y de conducir relaciones internacionales con otros estados.
Confundiendo el problema de definición es que "estado" y "gobierno" a menudo se usan como sinónimos en una conversación común e incluso en algunos discursos académicos. Según este esquema de definición, los estados son personas jurídicas de derecho internacional, los gobiernos son organizaciones de personas. La relación entre un gobierno y su estado es de representación y agencia autorizada.

### Definiciones de los clásicos
- Cicerón: Es una multitud de hombres ligados por la comunidad del derecho y de la utilidad para un bienestar común.
- San Agustín: Es una reunión de hombres dotados de razón y enlazados en virtud de la común participación de las cosas que aman.
- J. Bodino: Es un conjunto de familias y sus posesiones comunes gobernadas por un poder de mando según la razón.
- F. C. von Savigny: Es la representación material de un pueblo.
- I. Kant: Es una variedad de hombres bajo leyes jurídicas.
- F. Oppenheimer: Es la institución social impuesta por el grupo victorioso al derrotado, con el propósito de regular su dominio y de agruparse contra la rebelión interna y los ataques del exterior.
- F. Lasalle: El Estado es la gran asociación de las clases pobres.
- T. Hobbes: Una institución, cuyos actos, por pactos realizados, son asumidos por todos, al objeto de que pueda utilizarse la fortaleza y medios de la comunidad, como se juzgue oportuno, para asegurar la paz y la defensa común.
- L. Duguit: Es una corporación de servicios públicos controlada y dirigida por los gobernantes.
- G. W. F. Hegel: El Estado es la conciencia de un pueblo.
- Hegel, 1986: El Estado es la realidad de la idea ética; es el espíritu ético en cuanto voluntad patente, clara por sí misma, sustancial, que se piensa y se conoce, y que se cumple lo que sabe. En lo ético el Estado tiene su existencia inmediata; y en la conciencia de sí del individuo, en su conocer y actividad tienen su existencia mediata, y esta conciencia de sí, por medio de los sentimientos, tiene su libertad sustancial en los fines y resultados de su actividad.
- H. Grocio:La asociación perfecta de hombres libres unidos para gozar de sus derechos y para la utilidad común. Es la asociación política soberana que dispone de un territorio propio, con una organización específica y un supremo poder facultado para crear el derecho positivo.
- Karl Marx: El Estado no es el reino de la razón, sino de la fuerza; no es el reino del bien común, sino del interés parcial; no tiene como fin el bienestar de todos, sino de los que detentan el poder; no es la salida del estado de naturaleza, sino su continuación bajo otra forma. Antes al contrario, la salida del estado de naturaleza coincidirá con el fin del Estado. De aquí la tendencia a considerar todo Estado como una dictadura y a calificar como relevante solo el problema de quién gobierna (burguesía o proletariado) y no solo el como. (ver Concepción marxista del Estado)

### Definiciones de tratadistas modernos
- Jellinek: Es una asociación de hombres sedentarios dotada de un poder organizado de mando originario.

- Bluntschli: Es la personificación de un pueblo.

- Spengler: El estado es la historia considerada sin movimiento. La historia es el Estado pensado en el movimiento de influencia.

- Kelsen: El Estado es el ámbito de aplicación del derecho.

El Estado es el derecho como actividad normativa.
El derecho es el Estado como una actividad formada.
"En el Estado alcanza su personalidad jurídica."
- Carré de Malberg: Es la comunidad política con un territorio propio y que dispone de una organización.

Es la comunidad de hombres sobre un territorio propio y organizados en una potestad superior de acción y coerción.
- Adolfo Posada: Son los grupos sociales territoriales con poder suficiente para mantenerse independientes.

- Herman Heller: El Estado es la conexión de los quehaceres sociales. El poder del Estado es la unidad de acción organizada en el interior y el exterior. La soberanía es el poder de ordenación territorial exclusiva y suprema.

- Herman Heller: El Estado es la organización política soberana de dominación territorial. Es la conexión de los poderes sociales.

- Groppali: Es la agrupación de un pueblo que vive permanentemente en un territorio con un poder de mando supremo representado en el gobierno.

- Max Weber: El Estado es la coacción legítima y específica. Es la fuerza bruta legitimada como "última ratio", que mantiene el monopolio de la violencia.

- Ernest Gellner, siguiendo a Max Weber: «El estado es la especialización y concentración del mantenimiento del orden. El estado es aquella institución o conjunto de instituciones específicamente relacionadas con la conservación del orden (aunque pueden estar relacionadas con muchas más cosas). El estado existe allí donde agentes especializados en esta conservación, como la policía y los tribunales, se han separado del resto de la vida social. Ellos son el estado».[15]

- Definición ahistórica: Estado es la forma política suprema de un pueblo.

## La violencia en relación con el Estado
Max Weber escribió en su libro La política como vocación que una característica fundamental del Estado es el reclamo del monopolio de la violencia. Su definición ampliada era que algo es «un» Estado «si y en la medida en que su personal administrativo defiende con éxito un reclamo sobre el 'monopolio del uso legítimo de la fuerza física' en la ejecución de su orden». La policía pública y el ejército son sus principales instrumentos, pero también se puede considerar que la seguridad privada tiene el «derecho» de usar la violencia «siempre que la única fuente de este derecho percibido sea la sanción estatal».

En última instancia solo se puede definir el Estado moderno, sociológicamente, partiendo de su medio específico, propio de él así como de toda federación política: me refiero a la violencia física. “Todo estado se basa en la fuerza”, dijo Trotski en Brest-Litovsk. Así es, en efecto. Si solo existieran estructuras políticas que no aplicasen la fuerza como medio, entonces habría desaparecido el concepto de “Estado”, dando lugar a lo que solemos llamar “anarquía” en el sentido estricto de la palabra. Por supuesto, la fuerza no es el único medio del Estado ni su único recurso, no cabe duda, pero sí su medio más específico. En nuestra época, precisamente, el Estado tiene una estrecha relación con la violencia. Las diversas instituciones del pasado (...) consideraban la violencia como un medio absolutamente normal. Hoy, en cambio, deberíamos formularlo así: el Estado es aquella comunidad humana que ejerce (con éxito) el monopolio de la violencia física legítima dentro de un determinado territorio
Max Weber. La política como vocación, pág. 2

La capacidad de un estado a menudo se mide en términos de su capacidad fiscal y legal. Capacidad fiscal significa la capacidad del estado para recuperar los impuestos para proporcionar bienes públicos, y la capacidad legal que significa la supremacía del estado como único árbitro de la resolución de conflictos y la ejecución de contratos. Sin algún tipo de coacción, el estado no podría de otro modo hacer valer su legitimidad en la esfera de influencia deseada. En los estados tempranos y en desarrollo, este papel lo desempeñaba a menudo el "bandido estacionario" que defendía a los aldeanos de los bandidos errantes, con la esperanza de que la protección incentivara a los aldeanos a invertir en la producción económica, con la esperanza de que el bandido estacionario en algún momento pueda usar su poder coercitivo para expropiar parte de esa riqueza.
En regiones donde la presencia del estado se siente mínimamente, los actores no estatales pueden usar su monopolio de la violencia para establecer la legitimidad y el orden. Por ejemplo, la mafia siciliana se originó como una banda de protección que brindaba protección a compradores y vendedores en el mercado negro. Sin este tipo de ejecución, los participantes en el mercado no tendrían la confianza suficiente para confiar en que sus contrapartes cumplirían con los contratos vigentes y el mercado colapsaría.
Incluso en los mercados ilícitos y clandestinos (algo parecido a las sociedades sin estado), la violencia se utiliza para hacer cumplir los contratos en ausencia de una solución de conflicto legal accesible. Charles Tilly continúa esta comparación para decir que la guerra y la construcción del estado son en realidad las mejores representaciones de lo que puede convertirse el crimen organizado.

## Origen y evolución del concepto de Estado

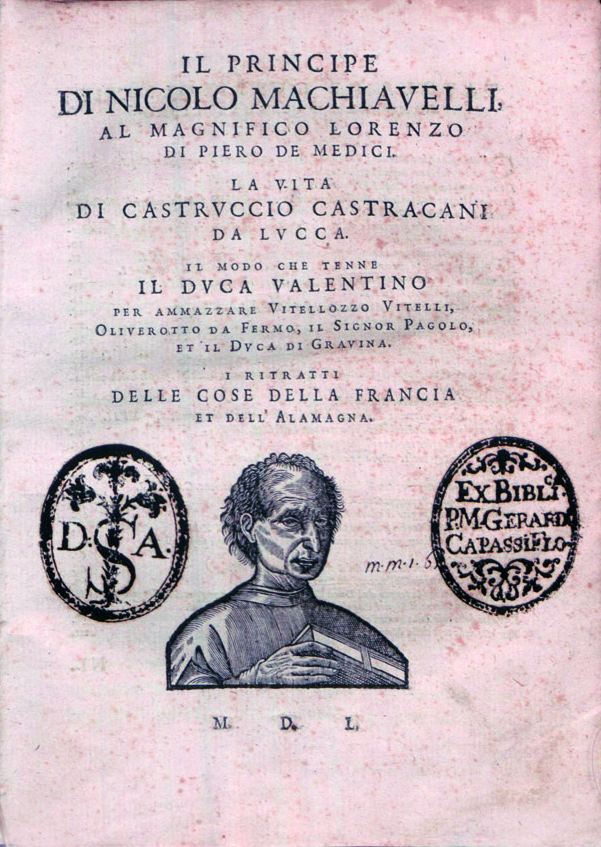
Maquiavelo introdujo la palabra «Estado» en su obra El Príncipe.

Antes de Maquiavelo, los conceptos que referían al estado muchas veces se confundían la Dinastía gobernante con el aparato estatal. Esto lo podemos ver por ejemplo en Ibn Jaldún en su Almuqqadima.
En los Diálogos de Platón, se narra la estructura del Estado ideal, pero es Maquiavelo quien introdujo la palabra Estado en su célebre obra El Príncipe: usando el término de la lengua italiana «Stato», evolución de la palabra «Status» del idioma latín.

Los Estados y soberanías que han tenido y tienen autoridad sobre los hombres, fueron y son, o repúblicas o principados.
Maquiavelo, El Príncipe.

Si bien puede considerarse que el deseo de mandar es innato, el ser humano ha civilizado el instinto de dominación, transformándolo en la autoridad. Y ha creado el Estado para legitimarla.
Las sociedades humanas, desde que se tiene noticia, se han organizado políticamente. Tal organización puede llamarse Estado, en tanto y en cuanto corresponde a la agregación de personas y territorio en torno a una autoridad, no siendo, sin embargo, acertado entender la noción de Estado como única y permanente a través de la historia.
De una manera general, entonces, puede definírsele como la organización en la que confluyen tres elementos, la autoridad, la población y el territorio. Pero, esta noción ambigua obliga a dejar constancia de que si bien el Estado ha existido desde la Antigüedad, solo puede ser definido con precisión teniendo en cuenta el momento histórico.
Del estado de la Antigüedad no es predicable la noción de legitimidad, por cuanto surgía del hecho de que un determinado jefe (rey, tirano, príncipe) se apoderase de cierto territorio, muchas veces mal determinado, sin importar el sentimiento de vinculación de la población, generalmente invocando una investidura divina y contando con la lealtad de jefes y jefezuelos regionales. Así fueron los imperios de la Antigüedad, el egipcio y el persa, entre ellos.
La civilización griega aportó una nueva noción de Estado. Dado que la forma de organización política que la caracterizó correspondía a la ciudad, la polis, se acordaba a la población una participación vinculante, más allá del sentimiento religioso y sin poderes señoriales intermedios. Además, estando cada ciudad dotada de un pequeño territorio, su defensa concernía a todos los ciudadanos, que se ocupaban de lo que hoy se llama el interés nacional.
En el régimen feudal prevalecieron los vínculos de orden personal, desapareciendo tanto la delimitación estricta del territorio como la noción de interés general. El poder central era legítimo pero débil y los jefes locales fuertes, al punto que estos ejercían atributos propios del príncipe, como administrar justicia, recaudar impuestos, acuñar moneda y reclutar ejércitos.
Y, finalmente, el estado moderno incorpora a la legitimidad, heredada del feudal, la noción de soberanía, un concepto revolucionario, tal como señala Jacques Huntzinger, quien atribuye el paso histórico de una sociedad desagregada y desmigajada, pero cimentada en la religión, a una sociedad de estados organizados e independientes unos de otros.
Pero, este estado moderno, surgido de la aspiración de los reyes a desembarazarse de los lazos feudales y de la jerarquía eclesiástica, el estado – nación, la unión de un poder central, un territorio y una población alrededor del concepto revolucionario de la soberanía, habría de conocer dos formas, dos definiciones diferentes, la primera, el estado principesco y la segunda, el estado democrático.
El estado principesco, se caracterizó por el poder personal ejercido uniformemente sobre un territorio estrictamente delimitado. El príncipe era el soberano, con atribuciones internas y externas. Dentro de su territorio, cobraba impuestos y producía leyes de carácter general, aplicadas coercitivamente, mediante el monopolio de la fuerza pública. Internacionalmente, representaba y obligaba a su Estado.
Y el estado democrático, surgido de las revoluciones inglesa, norteamericana y francesa, trasladó la soberanía del príncipe a la nación. Sus poderes fueron asumidos por organismos surgidos de consultas a la población, mediante reglas de juego previa y claramente definidas. Y al igual que en las polis griegas, el sentimiento patriótico se desarrolló y con él los de pertenencia, civismo e interés nacional.
Sea que se practique la democracia o solo se adhiera verbalmente a ella, el proceso histórico descrito ha llevado a la extensión del estado - nación como forma política. Los principios desarrollados en Europa y Norteamérica se propagaron con la descolonización producida durante el siglo XX y así, tal como afirma Huntzinger, se “ha llegado a universalizar el modelo de estado – nación de tal modo que el planeta, ahora, se encuentra poblado de estados.”

### Estado, Nación y Gobierno
- No debe confundirse con el concepto de gobierno, que sería solo la parte generalmente encargada de llevar a cabo las funciones del Estado delegando en otras instituciones sus capacidades. El Gobierno también puede ser considerado como el conjunto de gobernantes que, temporalmente, ejercen cargos durante un período limitado dentro del conjunto del Estado.

- Tampoco equivale totalmente al concepto, de carácter más ideológico, de "Nación", puesto que se considera posible la existencia de naciones sin Estado y la posibilidad de que diferentes naciones o nacionalidades se agrupen en torno a un solo Estado. Comúnmente los Estados forman entes denominados "Estado Nación" que aúna ambos conceptos, siendo habitual que cada nación posea o reivindique su propio Estado.

Existen distintas formas de organización de un Estado, pudiendo abarcar desde concepciones "centralistas" a las "federalistas" o las "autonomistas", en las que el Estado permite a las federaciones, regiones o a otras organizaciones menores al Estado, el ejercicio de competencias que le son propias pero formando un único Estado (lo que sucede, por ejemplo, en Suiza, Alemania o EE. UU.).

## Formación de los Estados y estatidad
(Nota: "estatidad" se utiliza aquí como equivalente a "estatalidad" o "estatalismo") 

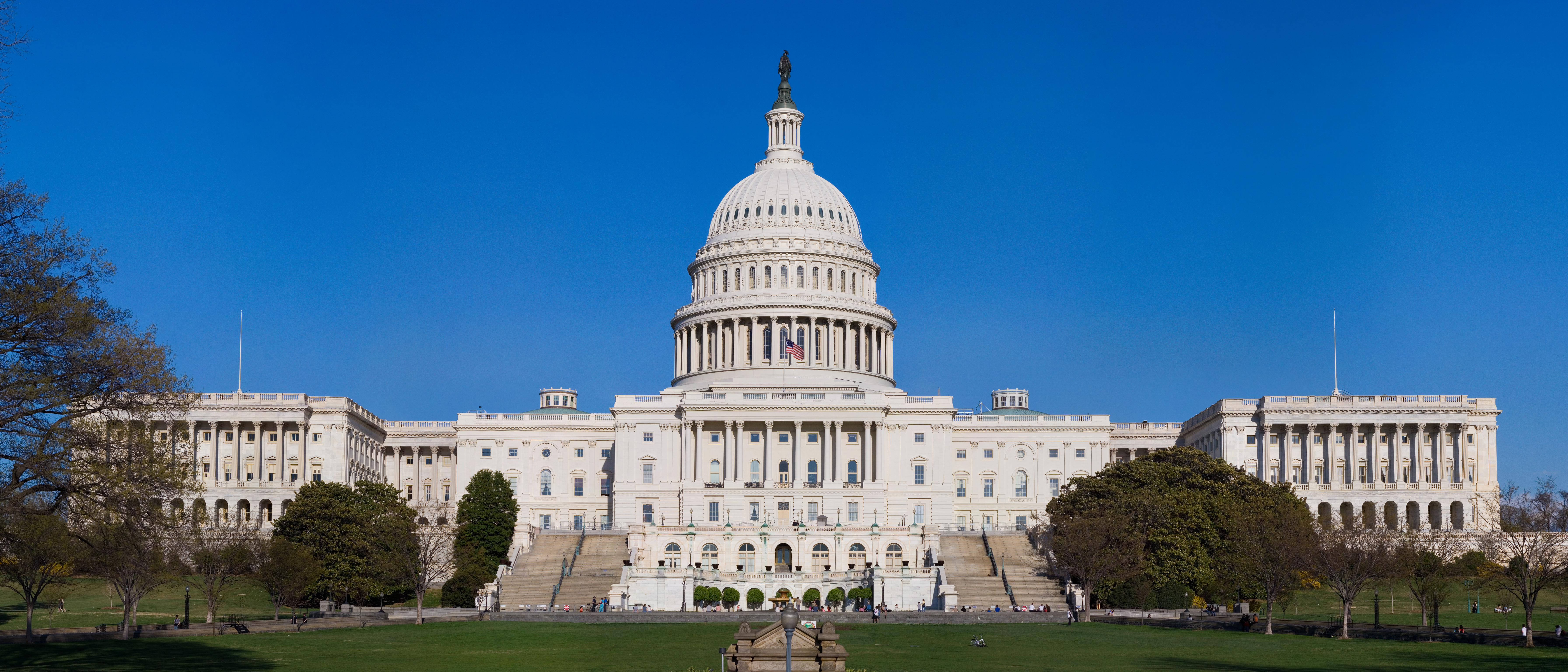
El Capitolio de los Estados Unidos.

No todos los Estados actuales surgieron de la misma manera; tampoco siguieron una evolución o un camino inexorable y único. Esto es así porque los Estados son construcciones históricas de cada sociedad. En algunos casos surgieron tempranamente, como por ejemplo el Estado Nacional inglés. En otros casos lo hicieron más tardíamente, como el Estado Nacional alemán.
Los Estados pueden ser examinados dinámicamente usando el concepto de estatidad, aportado por Oscar Oszlak. Desde este punto de vista, aquellos van adquiriendo con el paso del tiempo ciertos atributos hasta convertirse en organizaciones que cumplen la definición de Estado.
Estas características de estatidad, enunciadas en un orden arbitrario en el sentido de que cada Estado puede adquirir estas características no necesariamente en la secuencia indicada, son las siguientes:
- Capacidad de externalizar su poder: es decir, obtener el reconocimiento de otros Estados.
- Capacidad de institucionalizar su autoridad: significa la creación de organismos para imponer la coerción como, por ejemplo, las fuerzas armadas, escuelas y tribunales.
- Capacidad de diferenciar su control: esto es, contar con un conjunto de instituciones profesionalizadas para aplicaciones específicas, entre las que son importantes aquellas que permiten la recaudación de impuestos y otros recursos de forma controlada.
- Capacidad de internalizar una identidad colectiva: creando símbolos generadores de pertenencia e identificación comunes, diferenciándola de aquella de otro Estado, por ejemplo, teniendo himno y bandera propios.

Así, todos los territorios atraviesan un largo proceso hasta alcanzar esa calidad de Estado pleno. Que solo será tal en la medida en que ese Estado haya logrado con éxito todos estos requisitos. Requisitos que son mínimos y necesarios para hablar de un verdadero Estado Nacional.
Todo esto hace que el Estado sea una de las más importantes formas de organización social en el mundo, ya que en cada país y en gran parte de las sociedades se postula la existencia real o ficticia de un Estado. Sin embargo, la creación de entes supraestatales como la Unión Europea ha modificado el concepto tradicional de Estado, pues este delega gran parte de sus competencias esenciales en las superiores instancias europeas (económicas, fiscales, legislativas, defensa, diplomacia...) mermándose así la soberanía original de los Estados.
Otros grupos sociales que se consideran en la actualidad como Estados no son tales por tener tan mermadas sus capacidades y funciones en favor de otras formas de organización social.

## Atributos del Estado que lo distinguen de otras instituciones
- Funcionarios estables y burocracia: vital para su funcionamiento administrativo y manejo eficaz de su nación. Es necesario que exista un cuerpo de funcionarios que esté abocado de lleno a la tarea.

- Monopolio fiscal: es necesario que posea el completo control de las rentas, impuestos y demás ingresos, para su sustento. Utiliza su Burocracia para este fin.

- Ejército permanente: precisa de una institución armada que lo proteja ante amenaza extranjera, interna y se dedique a formar defensa para él.

- Monopolio de la fuerza legal: para poder ser un Estado es necesario que estados modernos y contemporáneos desarrollen el uso exclusivo y legítimo de la fuerza para poder asegurar el orden interno. Es por esto que el Poder Legislativo crea leyes que son obligatorias, el Poder Ejecutivo controla con el uso de mecanismos coactivos su cumplimiento y Poder Judicial las aplica y ejecuta con el uso de la fuerza, que es legítimo.

El poder muestra dos facetas distintas: estricto y legitimo. El primero cuando es aludido en el sentido de fuerza coactiva, o sea, aplicación pura de la fuerza. Mientras que el segundo se lo concibe cuando es fruto del reconocimiento de los dominados. De este modo el pueblo reconoce como autoridad a una institución por excelencia y le delega su poder.
- Soberanía: facultad de ser reconocido como la institución de mayor prestigio y poder en un territorio determinado. Hoy en día también se habla de soberanía en el ámbito externo, es decir internacional, quedando esta limitada al Derecho Internacional, organismos internacionales y al reconocimiento de los Estados del mundo.

- Territorio: Determina el límite geográfico sobre el cual se desenvuelve el Estado. Es uno de los factores que lo distingue de Nación. Este debe estar delimitado claramente. Actualmente el concepto no engloba una porción de tierra, sino que alcanza a mares, ríos, lagos, espacios aéreos, etc.

- Población: es la sociedad sobre el cual se ejerce dicho poder compuesto de instituciones, que no son otra cosa que el mismo Estado que está presente en muchos aspectos de la vida social.

## Tipos y formas de Estado
Una primera y clásica clasificación de los Estados hace referencia a la centralización y descentralización del Poder (aspecto que no debe confundirse con el aspecto de Estados de concentralización y desconcentralización del poder), de ahí se puede diferenciar entre Estados unitarios y Estados de estructura compleja o Estados Complejos, siendo estos últimos, generalmente, las federaciones y las confederaciones, así como otros tipos intermedios.
El Derecho Internacional da también otra clasificación de los Estados según su capacidad de obrar en las relaciones internacionales:
1. Por un lado están los Estados con plena capacidad de obrar, es decir, que puede ejercer todas sus capacidades como Estado soberano e independiente. En este caso se encuentran casi todos los Estados del Mundo.
2. Por otro lado se encuentran aquellos Estados con limitaciones en su capacidad de obrar por distintas cuestiones. Así, dentro de esta tipología se puede observar, a su vez, una segunda clasificación de estos:
  1. Estados neutrales. Aquellos que se abstienen en participar en conflictos internacionales. Esta neutralidad se ha ido adaptando en función de:
    1. Si posee neutralidad absoluta por disposición constitucional. Es el caso de la Suiza. También Suecia entre 1807 hasta 1993 mantuvo una neutralidad absoluta en asuntos internacionales.
    2. Si es un país neutralizado. Son Estados neutrales respecto de alguien y de algo concreto. Es una neutralidad impuesta por un tratado internacional, una disposición constitucional o por sanción internacional. Fue el caso de Austria, que en 1956, tras la retirada de las fuerzas ocupantes de Francia, Reino Unido, Estados Unidos y la Unión de Repúblicas Socialistas Soviéticas, estas redactaron una constitución donde se dispuso que Austria debía ser neutral respecto a las cuatro fuerzas firmantes.

  2. Estado soberano que renuncia a ejercer sus competencias internacionales. Son Estados dependientes en materias de relaciones internacionales. Suele ser el caso de microestados que dejan o ceden las relaciones internacionales a un tercer Estado, bien circundante, bien con las que mantenga buenas relaciones. Es el caso de San Marino, que encomienda las relaciones internacionales a Italia; de Liechtenstein, que se la cede a Suiza, o Mónaco a Francia.
  3. Estado en Libre Asociación con otro. Es un Estado independiente pero en el que un tercer Estado asume una parte de sus competencias exteriores, así como otras materias tales como la defensa, la economía o la representación diplomática y consular. Es el caso de Palaos respecto a Estados Unidos de América.
  4. Estados bajo administración fiduciaria. Son una especie de Estado tutelado de una forma parecida a lo que fueron los Estados bajo mandato, no posibles actualmente, y bajo protectorado. La Sociedad Internacional protege o asume la tutela de ese Estado como medida cautelar o transitoria en tiempos de crisis. Fue el caso de Namibia hasta 1998.
  5. Estados soberanos no reconocidos internacionalmente. Son Estados soberanos e independientes pero al no ser reconocidos por ningún otro tienen muy limitada su capacidad de obrar. Puede no ser reconocido bien por una sanción internacional, bien por presiones de un tercer país (caso de la República de China, no reconocido por evitar enfrentamientos con la República Popular China, aunque mantiene una gran actividad internacional), bien por desinterés (caso de Somalilandia). Otro caso referente a esto fueron los bantustanes, únicamente reconocidos por la República de Sudáfrica y rechazados por el resto de la Comunidad Internacional.

## Reconocimiento de Estados
El reconocimiento es un acto discrecional que emana de la predisposición de los sujetos preexistentes. Este acto tiene efectos jurídicos, siendo considerados ambos sujetos internacionales, el reconocedor y el reconocido, de igual a igual puesto que se crea un vínculo entre los dos.
Hoy en día la doctrina aceptada para el reconocimiento de los Estados es la doctrina Estrada, pragmática en tanto en cuanto un sujeto no sea molesto para la sociedad internacional no va a tener dificultad para ser reconocido. Se entiende que si un sujeto reconoce a otro se va a producir contactos entre ambos, por lo que en el momento que se inician los trámites para el establecimiento de relaciones diplomáticas se supone que existe un reconocimiento internacional mutuo. Sin embargo, la ruptura de estas relaciones diplomáticas no supone la pérdida del reconocimiento. Igualmente, una simple declaración formal también es válida para reconocer a otro Estado pese a no iniciar relaciones diplomáticas.
En el ámbito normativo, hay propuestas que apuntan a necesidad de mayor integración con la creación de un Estado global, entendido como un marco político planetario con poder coercitivo y capacidad para regular las relaciones interestatales y los focos de poder extrapolíticos, con capacidad ejecutiva, legislativa y judicial capaz de imponerse a los Estados nacionales en determinados ámbitos que no pueden ser abordados desde la óptica de la soberanía nacional (medio ambiente, terrorismo, paraísos fiscales...).

## Crítica al Estado

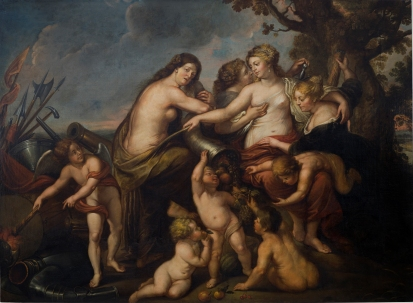
Alegoría de la Paz y la felicidad del Estado. Los clásicos consideraban la paz de un Estado como la consecuencia lógica de la justícia y el buen gobierno. Obra conservada en la Biblioteca Museo Víctor Balaguer

El Estado es una de las instituciones que perdura sin una evolución importante en su estructura y funcionamiento, con excepción de su crecimiento. El Estado moderno fue creado con la revolución industrial, pero el mundo y la dinámica de la sociedad ha cambiado mucho desde del siglo XIX. Por ejemplo, mientras las empresas modernas, que fueron creadas durante la revolución industrial, cambian ágilmente su dinámica cada vez que el mercado lo demanda, los Estados no cambian sus leyes de la misma forma como la sociedad lo demande (véase: cálculo económico).
El enfoque crítico difiere además entre el institucionalismo y el clasismo como factor determinante de la naturaleza del Estado. Algunas concepciones como el anarquismo consideran conveniente la total desaparición de los Estados, en favor del ejercicio soberano de la libertad individual a través de asociaciones y organizaciones libres. Otras concepciones aceptan la existencia del Estado, con mayor o menor autoridad o potestad, pero difieren en cuanto cual debiera ser su forma de organización y el alcance de sus facultades:

### Anarquismo
El anarquismo sostiene que el Estado es la estructura de poder que pretende tener el monopolio del uso de la fuerza sobre un territorio y su población, y que es reconocido como tal por los estados vecinos. Los elementos más aparentes que señalan el poder del estado son:
- el control de fronteras,
- la recaudación de impuestos,
- la emisión de moneda,
- un cuerpo de policía y un ejército,
- un sistema burocrático administrado por trabajadores funcionarios.

Se le critica la falsa ostentación de la seguridad, defensa, protección social y justicia de la población; ejerciendo en realidad un gobierno obligatorio y violentando la soberanía individual y la no coacción. Los anarquistas señalan que el Estado es una institución represora para mantener un orden económico y de poder concreto vinculado al poder público. Le atribuyen al Estado buena parte de los males que aquejan a la humanidad contemporánea como la pobreza, crisis económicas, las guerras, la injusticia social, etc.
Unas palabras que identifican plenamente lo que es para los anarquistas el Estado desde la perspectiva de Bakunin, uno de los teóricos del anarquismo moderno:
“Quien dice ‘Estado’, dice necesariamente ‘Guerra’. El Estado procura (y debe procurar) ser fuerte, más fuerte que sus vecinos; de lo contrario, será un juguete en manos de ellos. Se ve obligado a debilitar, a empobrecer a los otros Estados para imponerles su ley, su política, sus tratados comerciales, con objeto de enriquecerse a su costa. La lucha por la supremacía, que está en la base de la organización económica burguesa, es también la base de su organización política”.

### Marxismo
Por su parte los marxistas afirman que cualquier Estado tiene un carácter de clase, y que no es más que el aparato armado y administrativo que ejerce los intereses de la clase social dominante. Por tanto aspiran a la conquista del poder político por parte de la clase trabajadora, la destrucción del Estado burgués y la construcción de un necesario Estado obrero como paso de transición hacia el socialismo y el comunismo, una sociedad donde a largo plazo no habrá Estado por haberse superado las contradicciones y luchas entre las clases sociales. Se discute sobre la viabilidad de la eliminación de las condiciones de la existencia burguesa, supuesto para el paso de la sociedad enajenada a la comunista.

### Liberalismo
Desde el liberalismo se aboga por la reducción del papel del Estado al mínimo necesario (Estado mínimo), desde un sentido civil para el respeto de las libertades básicas, es decir el Estado debería encargarse de la seguridad (ejército y policía para garantizar las libertades ciudadanas) y de la justicia (poder judicial independiente del poder político). En ningún caso el Estado debe servir para ejercer la coacción de quitar a unos individuos para dar a otros, y deben ser los agentes privados los que regulen el mercado a través del sistema de precios, asignando a cada cosa el valor que realmente tiene.
Bastiat expuso dos formas posibles de entender el Estado: Un estado que hace mucho pero debe tomar mucho, o bien un estado que hace poco pero también toma poco de sus ciudadanos. La tercera posibilidad de un estado que hace mucho por sus ciudadanos pero les pide poco a cambio (tercera vía) es, según Bastiat, una invención de algunos políticos irresponsables.

### Integrismo
Las ideologías integristas defienden la concepción del Estado supeditada a la religión que profesan.

## La razón de Estado
En defensa del bien común de la totalidad de la población que engloba el Estado o de la pervivencia del mismo, se utiliza frecuentemente la llamada razón de Estado, término acuñado por Nicolás Maquiavelo, por la que dicho Estado, perjudica o afecta de una u otra forma a personas o grupos de personas, en pro del resto de individuos que lo conforman, generalmente obviando las propias normas legales o morales que lo rigen. Tal es el argumento esgrimido, por ejemplo, en ciertos asesinatos selectivos o en ciertos casos de terrorismo de Estado.